# Voorverkiezingen Parti socialiste 2017
De voorverkiezingen van de Franse politieke partij Parti socialiste (PS) vonden op 22 en 29 januari 2017 plaats. Doel van de voorverkiezingen was het aanwijzen van een kandidaat voor de presidentsverkiezingen van 2017.

## Open voorverkiezingen
Evenals haar concurrent, de centrumrechtse Les Républicains (LR), hield de PS zogenaamde 'open' voorverkiezingen, waardoor ook niet-leden van de PS en de verwante partijen hun stem konden uitbrengen op een presidentskandidaat naar keuze.

## Deelnemende partijen
- Parti socialiste
- Union des démocrates et des écologistes
- Parti écologiste
- Parti radical de gauche
- Front démocrate

De eerste drie partijen verbonden zich onder de naam Belle Alliance populaire (Schone Volksalliantie).

## Deelnemende kandidaten
| Afbeelding | Persoon             | Partij                  | Opmerking |
| ---------- | ------------------- | ----------------------- | --- |
|            | Jean-Luc Bennahmias | Front démocrate         | - Lid Europees Parlement (2004-2014) - Oprichter Front démocrate (2014) - Sociaalliberaal |
|            | Benoît Hamon        | Parti socialiste        | - Vertegenwoordiger van de linkervleugel van de PS - Stemde in 2005 tegen de Europese grondwet - Oud-minister van Onderwijs (2014) en van Sociale Economie (2012-2014) - Lid Europees Parlement (2004-2009) - Lid Nationale Vergadering voor Yvelines (2012-) |
|            | Arnaud Montebourg   | Parti socialiste        | - Vertegenwoordiger van de linkervleugel van de PS - Criticus van het economisch liberalisme - Voormalig minister van Industriële Vernieuwing - Lid Nationale Vergadering voor Saône-et-Loire (1997-2012)                                                     |
|            | Vincent Peillon     | Parti socialiste        | - Vertegenwoordiger van de linkervleugel van de PS - Lid Nationale Vergadering voor Somme (1997-2002) - Oud-minister van Onderwijs (2012-2014) - Lid Europees Parlement (2004-2012 en vanaf 2014)                                                             |
|            | Sylvia Pinel        | Parti radical de gauche | - Voorzitster van de Parti radical de gauche (2016-) - Lid Nationale Vergadering voor Tarn-et-Garonne (2007-2012 en vanaf 2016) - Oud-minister van Handel (2012-2014) - Oud-minister van Volkshuisvesting (2014-2016)                                         |
|            | François de Rugy    | Parti écologiste        | - Voorzitter van de Parti écologiste (2015-) - Lid Nationale Vergadering voor Loire-Atlantique (2007-) - Vice-voorzitter van de Nationale Vergadering (2016-)                                                                                                 |
|            | Manuel Valls        | Parti socialiste        | - Aanhanger van het sociaalliberalisme - Prominent vertegenwoordiger van de rechtervleugel van de PS - Premier van Frankrijk (2014-2016) - Voormalig minister van Binnenlandse Zaken (2012-2014) - Lid Nationale Vergadering voor Essonne (2007-)             |

### Mogelijke kandidaten
- François Hollande, zittend president (stelt zich niet kandidaat voor een tweede termijn)[8]

Volgens opiniepeilingen was oud-premier Manuel Valls de grootste kanshebber om de kandidatuur van de PS in de wacht te slepen.

## Eerste ronde (22 januari 2017)
De eerste ronde werd gewonnen door Benoît Hamon (36%) en Manuel Valls (31%). Zij maakten zich op voor de tweede ronde op 29 januari 2017.
| Afbeelding | Persoon             | Stemmen | Percentage |
| ---------- | ------------------- | ------- | ---------- |
|            | Benoît Hamon        | 454.041 | 36,35%     |
|            | Manuel Valls        | 388.603 | 31,11%     |
|            | Arnaud Montebourg   | 218.885 | 17,52%     |
|            | Vincent Peillon     | 85.575  | 6,85%      |
|            | François de Rugy    | 48.521  | 3,88%      |
|            | Sylvia Pinel        | 24.657  | 1,97%      |
|            | Jean-Luc Bennahmias | 12.609  | 1,01%      |

## Tweede ronde (29 januari 2017)
De tweede ronde werd gewonnen door Benoît Hamon. Hij was nu de officiële presidentskandidaat voor de socialistische partij (en de aanverwante partijen). Bij de presidentsverkiezingen van 2017 nam hij het o.a. op tegen François Fillon (LR) en Marine Le Pen (FN). De kansen voor Hamon om het presidentschap van Frankrijk binnen te slepen bleken gering.

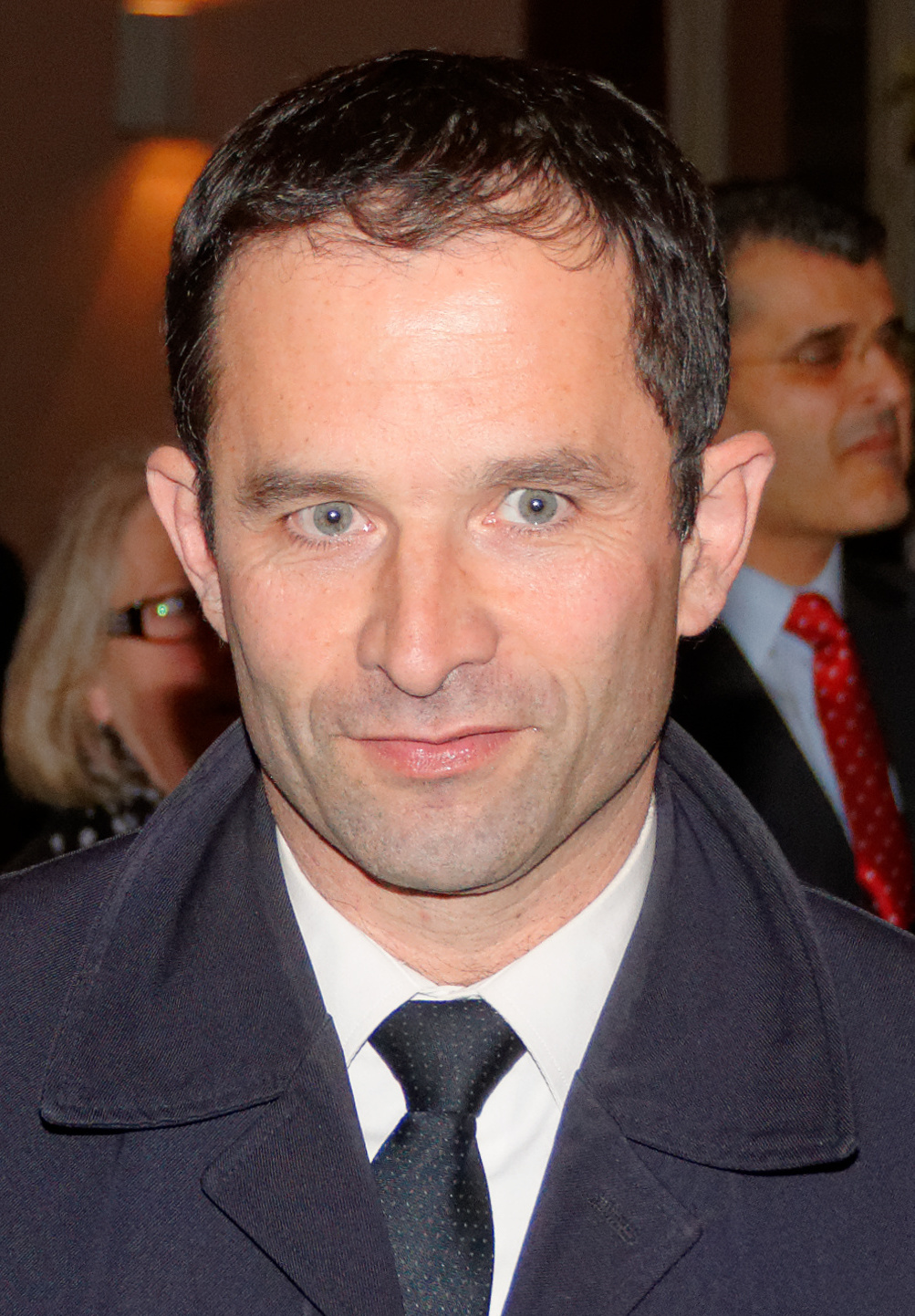
Benoît Hamon, presidentskandidaat voor de linkse partijen

| Afbeelding | Persoon      | Stemmen   | Percentage |
| ---------- | ------------ | --------- | ---------- |
|            | Benoît Hamon | 1.196.253 | 58,71%     |
|            | Manuel Valls | 841.310   | 41,29%     |